# Paskal
Paskal è un film del 2018 diretto da Adrian Teh.

## Trama
Un ufficiale dei Pasukan Khas Laut combatte la criminalità nei mari della Malaysia e nel mondo.